# دوري أبطال أوروبا لكرة اليد 2017–18
دوري أبطال أوروبا لكرة اليد 2017–18 هو الموسم 58 من  دوري أبطال أوروبا لكرة اليد. أقيم خلال الفترة 2 سبتمبر 2017 وحتى 27 مايو 2018، وأشرف على تنظيمه الاتحاد الأوروبي لكرة اليد، وكان عدد الأندية المشاركة فيه  28، وفاز فيه نادي مونبلييه لكرة اليد.